# Neottia fangii
Neottia fangii là một loài thực vật có hoa trong họ Lan. Loài này được (Tang & F.T. Wang ex S.C. Chen & G.H. Zhu) X.Qi Chen, S.W. Gale & P.J. Cribb mô tả khoa học đầu tiên.